# Kölner Kästchentreffen

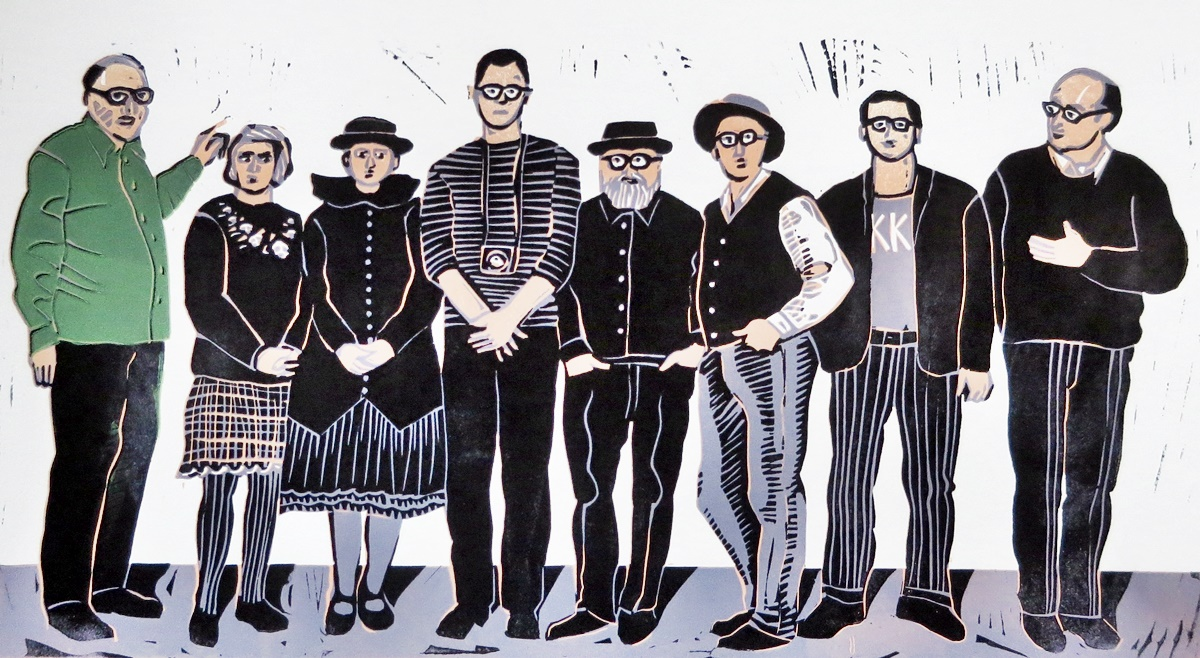
Kölner Kästchentreffen, Linolschnitt von Herbert Rosner

Kölner Kästchentreffen ist eine Kölner Künstlergruppe mit den Schwerpunkten Objektkunst und Papiertheater.

## Geschichte
Im April 1984 verabredete eine Gruppe befreundeter Künstler aus dem Umfeld der Kölner Werkschulen (FH Kunst und Design), ein Objekt zu einem gemeinsam festgelegten Thema zu gestalten und sich die Resultate später bei einem gemeinsamen Abendessen zu zeigen. Sie nannten diese Begegnung informell „Kästchentreffen“ und behielten diesen Namen auch bei ihren zahlreichen weiteren Aktivitäten als Gruppennamen bei.

## Stilmittel
Abweichend von anderen neo-dadaistischen Tendenzen in der zeitgenössischen Kunst, setzt die Gruppe nicht auf Irritation oder Provokation, sondern organisiert spielerisch den realen Gegenstand als Baustein eines formalästhetischen Kompositionsgerüsts in Bildkästen, Kartonagen oder kleinen Vitrinen. Das Objekt wird Farbträger und agiert in einer bewusst erzählenden Inhaltlichkeit. Nur konsequent erscheint daher gegen Ende der 1980er Jahre die Hinwendung zum Papiertheater. Diese, fast in Vergessenheit geratene Kunst- und Kommunikationsform, die ihre Blütezeit im 19. Jahrhundert erfuhr, wurde zur Ausdrucksform für die beteiligten Künstler, die über viele Jahre einen eigenen Stil des Papiertheaters entwickelt haben: Aus Papier, Holz, Pappe, Fundstücken und Musik oder Musikcollagen entstehen unabhängig voneinander auf selbst entworfenen Bühnen 3 bis 15 Minuten lange Stücke, die meditativ und seltener heftig den unterschiedlichen Temperamenten der Spieler entsprechen, die sich oft wie Träumende in ihren Bildwelten bewegen. Zusammengestellt zu einem Theaterabend, eröffnen sie mit manchmal fast kindlichem Gestus und künstlerischer Präzision poetische Räume.

## Die Künstler
- Annette Breuer (* 1961)
- Theo Kerp (* 1949)
- Gerd Kuck (* 1959)
- Barbara Räderscheidt (* 1959)
- Georg Rhode (* 1959)
- Astrid Rosner (* 1949)
- Herbert Rosner (* 1950)
- Heribert Schulmeyer (* 1954)
- Charli Weingarten (* 1934; † 2009)
- Jojo Wolff (* 1958)
- Max Zimmermann (1959–2024)[1]

## Ausstellungen
- 1986 Simultanhalle, Köln-Volkhoven
- 1988 Villa Minima, Brühl
- 1989 Simultanhalle, Köln-Volkhoven
- 1990 Museum Katharinenhof, Kranenburg
- 1990 Vitrine Druckerei Zimmermann, Köln, „Reliquien & Delikte“
- 1991 Vitrine Druckerei Zimmermann, Köln, „Rheinromantik“
- 1991 Villa Waldrich, Kunstverein Siegen, „Unzinn“
- 1991 Galerie Rahmel, Köln
- 1997 Galerie Schaufenster, Erftstadt-Liblar, „Treibhaus“
- 2003 Kunstraum Köln-Sülz „Künstlerdampfer“
- 2004 Theatermuseum Düsseldorf, „20 Jahre Kölner Kästchentreffen“
- 2007 Galerie Wunderkammer, Esslingen
- 2008 Franckesche Stiftungen, Halle, „In fremden Welten“
- 2009 Eifelmuseum Blankenheim
- 2010 KAT 18, Sommerblutfestival, Köln, „Giro Tondo“, Keramikteller
- 2013 Max Ernst Museum, Brühl
- 2015 „Geheimnis Papier“, Schloss Burgau, Düren

## Papiertheateraufführungen
- 1988 Villa Minima, Kunstverein Brühl
- 1989 Simultanhalle, Köln-Volkhoven
- 1990 Museum Katharinenhof, Kranenburg
- 1991 Galerie 11, Köln
- 1991 Historisches Rathaus Brühl, zum 100. Geburtstag von Max Ernst
- 1991 Theater der Welt, Essen
- 1991 Galerie Rahmel, Köln
- 1991 Römisch-Germanisches Museum, Köln
- 1992 Villa Waldrich, Kunstverein Siegen
- 1992 Kirchen St. Clemens und Liebfrauenkirche, Köln-Mülheim
- 1992 Internationale Figurentheatertage, Brühl
- 1992 Kreismuseum Blankenheim (Eifel)
- 1992 Internationale Biennale der Papierkunst, Düren
- 1993 Siebengebirgsmuseum, Königswinter
- 1993 Theatermuseum Düsseldorf
- 1993 Rheinreise, Vitrine Druckerei Zimmermann, Köln
- 1991 Theater der Welt, VHS Essen, Essen
- 1994 Internationale FigurenTheaterTage, Brühl
- 1994 Kunstraum Bahnhof Rösrath (bei Köln)
- 1995 Haus Rheinstein, Köln
- 1995 Alte Feuerwache „Kulturtage Offene Welten“, Köln
- 1995 Internationaal Micro Festival Dordrecht; NL
- 1996 Siebengebirgsmuseum, Königswinter
- 1996 Internationale FigurenTheaterTage, Brühl
- 1996 Pépinière d’Entreprises, Velo Theatre Apt, Frankreich
- 1997 Stadthaus Erftstadt-Lechenich
- 1997 Alte Feuerwache, „La Paloma“, Köln
- 1996 Siebengebirgsmuseum, Königswinter
- 2000 Kreta's Papiertheatertage, Krefeld
- 2000 Theatermuseum Düsseldorf
- 2000 T Magisch Theatertje, Maastricht
- 2001 St. Clemens, Köln-Mülheim
- 2002 Internationales Papiertheaterfestival, Waiblingen
- 2002 Ausstellungsreihe „Rheinromantik“, Schloss Drachenburg, Königswinter
- 2002 Siebengebirgsmuseum, Königswinter
- 2002 Stadtmuseum Köln
- 2002 Stadtmuseum Bonn
- 2002 Kunsthaus Seelscheid (bei Köln)
- 2002 Städtische Galerie Neuwied, Mennonitenkirche
- 2002 3. Internationales Dr. Kurt Pflüger Papiertheaterfestival, Waiblingen
- 2003 Atelier Räderscheidt, Köln
- 2003 Atelier Lisa Kaiser, Köln
- 2004 Eisenwaren Bosen und Atelier Wirdeier, Köln
- 2004 Théâtre Papier Festival International, Mourmelon le Grand, Frankreich
- 2004 Theatermuseum Düsseldorf
- 2004 Kunsthandel Melsheimer, Köln
- 2005 Theater der Welt, Bochum
- 2006 International Puppet Theatre Festival, Dordrecht, NL
- 2006 Théâtre Papier Festival International, Mourmelon le Grand, Frankreich
- 2006 Schloss Homburg, Marienheide
- 2007 Lindenblütenfest in den Franckeschen Stiftungen, Halle
- 2007 „Das Romantische Prinzip“, Städt. Galerie, Wesseling
- 2007 International Puppet Theatre Festival, Dordrecht, NL (nur A. u. H. Rosner)
- 2007 Fidena, Bochum
- 2007 Stadtmuseum Esslingen
- 2007 MultiArt Galerie, Bonn
- 2007 Internationales Figurentheaterfestival Wolfsburg
- 2008 The International Festival of Puppet Theater, Jerusalem, Israel
- 2008 Kunstforum St. Clemens, Köln
- 2008 Gasthaus zur Krone, Laas, Südtirol
- 2009 Eifelmuseum Blankenheim (Eifel)
- 2009 Lange Nacht der Münchner Museen, Stadtmuseum München (nur A. u. H. Rosner)
- 2010 International Puppet Theatre Festival, Dordrecht
- 2010 3. Weitblick-Festival, Figurentheater Fadenschein, Braunschweig
- 2010 Institut für Moderne im Rheinland, Düsseldorf
- 2010 Stadthaus Erftstadt-Lechenich
- 2010 Kunsthaus Rhenania, Köln im Rahmen des Sommerblutfestivals
- 2011 Ausstellungshaus Daniel Spoerri, Hadersdorf
- 2012 BBK Köln, „Le Bal“, Köln
- 2012 Maternushaus, Köln
- 2012 Kunsthaus Rhenania, „Stromfestival“
- 2013 Museum für Angewandte Kunst Köln
- 2013 Kunsthaus Rhenania, Köln
- 2013 Liebfrauenkirche, Köln-Mülheim
- 2013 Max Ernst Museum, Brühl
- 2014 Theatermuseum Düsseldorf
- 2014 Schloss Burgau, Düren
- 2014 Lebender Adventskalender, Bildungswerk Bonn (nur A. u. H.Rosner)
- 2015 Zweites Papiertheatertreffen, Schloss Burgau, Düren
- 2016 Internationaal Micro Theater Festival, Dordrecht, NL (nur A. u. H.Rosner)
- 2016 Drittes Papiertheatertreffen, Schloss Burgau, Düren
- 2016 Lebender Adventskalender, Bildungswerk Bonn (nur A. u. H.Rosner)
- 2017 Arp Museum Bahnhof Rolandseck, „Bühnenreif 1“, Remagen
- 2017 Viertes Papiertheatertreffen, Schloss Burgau, Düren
- 2018 Stadtmuseum/Stadtarchiv Langenfeld, Langenfeld
- 2018 Kulturstiftung Bernburg, Sachsen-Anhalt (nur A. u. H. Rosner)
- 2018 Sommerfest in der Villa Zanders, Bergisch Gladbach
- 2018 Internationale Figurentheatertage, Galerie am Schloss, Brühl
- 2019 Wesseling „Mythologie der Dinge II.“, Städt. Galerie der Stadt Wesseling
- 2019 „Kleine Bühnen-Großes Theater“, Musikhaus-Süd, Annostraße, Köln
- 2020 Braunschweiger Erzählfestival, KULT, großes Haus, Braunschweig (wegen Corona abgesagt)
- 2022 Mikrotheater, Dordrecht (NL), nur Astrid und Herbert Rosner, "Amor und Mars"

## Die Stücke
- 1987 „Victoria Station“ (Heribert Schulmeyer)
- 1987 „Brighton Pier 5 Uhr morgens“ (Heribert Schulmeyer)
- 1987 „Weltenende dritter Vorhang“ (Max Zimmermann)
- 1987 „Wupperwahn“ (Max Zimmermann)
- 1988 „Augenwanderung durch fünf Klangbilder“ (Theo Kerp)
- 1988 „Begrüne Dich Du Wald“ (Barbara Räderscheidt)
- 1988 „Die Liebe zu den drei Orangen“, Fragment (Herbert Rosner)
- 1988 „Mezzogiorno“ (Heribert Schulmeyer)
- 1988 „Mogambo“ (Jojo Wolff)
- 1988 „Ratten auf Marimba“ (Charli Weingarten)
- 1989 „3 Szenen von Tarrega“ (Heribert Schulmeyer)
- 1989 „Himmelsgestalten“ (Theo Kerp)
- 1989 „Kucks Radio Show“ (Gerd Kuck)
- 1989 „Die IDEN des MERZ“ (Herbert Rosner)
- 1990 „Das Schafstück“ (Theo Kerp)
- 1990 „Totentanz – Figurenspiel“ (Gerd Kuck)
- 1990 „Das Gerücht“ (Jojo Wolff)
- 1990 „Das Verhängnis in der Hafengasse“ (Charli Weingarten)
- 1990 „Sister Sun and Brother Moon“ (Heribert Schulmeyer)
- 1991 „Unzinn“ (Heribert Schulmeyer mit Max Zimmermann)
- 1991 „Zimmer mit Seeblick“ (Theo Kerp)
- 1991 „Rendez-Vous der Freunde“ (Herbert Rosner)
- 1991 „Als Max Ernst einmal anlässlich eines Bartók-Konzertes den ersten Satz verpasste“.(Jojo Wolff)
- 1991 „Blumen für Urania“ (Charli Weingarten)
- 1992 „Der Doppelgänger“ (Theo Kerp)
- 1992 „Pro Asyl – Pro Arte“ (Theo Kerp)
- 1992 „Sunset“ (Heribert Schulmeyer)
- 1992 „Der Schulmeister“ (Herbert Rosner)
- 1992 „Venus Waage Libre – de kleine Hond“ (Max Zimmermann)
- 1992 „Positionswechsel“ (Herbert Rosner)
- 1992 Die Stärke der Naturwissenschaften, oder die Liebe- auch zum Wasser (Max Zimmermann)
- 1993 „Hinter der Rotdornhecke am Rande der weißen Zeitzone“ (Theo Kerp)
- 1993 „Im Dachauer Moos“ (Barbara Räderscheidt)
- 1993 „Ferry Cross The Mersey“ (Heribert Schulmeyer)
- 1993 „Dampfnudeln“ oder „Posen sind nicht verloren“ (Max Zimmermann)
- 1993 „King Lear“ (Herbert Rosner)
- 1994 Dampfnudeln (Max Zimmermann)
- 1994 „La Paloma“ (Jojo Wolff)
- 1994 „Nancarrow's Barke“ (Heribert Schulmeyer)
- 1994 „Begegnung in Trachila“ (Charli Weingarten)
- 1994 „Linkwood – Glenlivet“ (Barbara Räderscheidt)
- 1994 „Metamorphosen der Bassnachtigall“ (Herbert Rosner)
- 1995 „Hausszenen, sehr einfach“ (Heribert Schulmeyer)
- 1995 „Die letzte Nacht im Kinderzimmer“ (Herbert Rosner)
- 1995 „Portable 2“ (Herbert Rosner)
- 1995 „Lange Nacht auf Beechey Island“ (Charli Weingarten)
- 1995 „Antares in Scorpio“ (Charli Weingarten)
- 1995 „Postcards“ (Heribert Schulmeyer)
- 1995 „Ouvrez les Yeux“ (Gerd Kuck)
- 1996 „Flamingos auf Eis“ (Barbara Räderscheidt)
- 1996 „La Paloma“ (Theo Kerp)
- 1996 „Bar Paloma“ (Max Zimmermann)
- 1996 „Movements of a Blesing“ (Gerd Kuck)
- 1997 „Bluthochzeit“ (Herbert Rosner)
- 1997 „Weil es bei Herrn Waldemar 2 x läutete“ (Charli Weingarten)
- 1997 „La Paloma“ (Herbert Rosner)
- 1998 „Memories“ (Gerd Kuck)
- 2000 „Rheinreise“ (Jojo Wolff)
- 2002 „Warum ist es am Rhein so schön“ oder „Hotel Reblaus“ (Theo Kerp)
- 2002 „Weinwiege“ (Barbara Räderscheidt)
- 2002 „Der Traum der Reinemacherfrau“ (Heribert Schulmeyer)
- 2002 „Plongeon – Kopfsprung“ (Gerd Kuck)
- 2003 „Goldene Hochzeit“ (Barbara Räderscheidt)
- 2004 „Partir c’est toujours un peu  mourir“ (Astrid und Herbert Rosner)
- 2005 „Bis zum nächsten Mal“ (Max Zimmermann)
- 2005 „Ein Stück vom Ganzen“ (Theo Kerp)
- 2006 „Le chat qui tourne“ (Heribert Schulmeyer)
- 2006  „Ama“ (Barbara Räderscheidt)
- 2008 „Ex Oriente Lux“ (Astrid und Herbert Rosner)
- 2009 „Von hier aus an den Rhein“ (Astrid und Herbert Rosner)
- 2010 „Silent Rotator“ (Heribert Schulmeyer)
- 2011 „A Casa“ (Heribert Schulmeyer)
- 2012 „Vor der Kreidezeit und nach dem Jägerschnitzel“ (Theo Kerp)
- 2012 „Winterreise“ (Astrid und Herbert Rosner)
- 2012 „Le Bal“ (Theo Kerp)
- 2012 „Le Bal“ (Gerd Kuck)
- 2012 „Le Bal“ (Barbara Räderscheidt)
- 2012 „Le Bal“ (Herbert Rosner)
- 2012 „Le Bal“ (Heribert Schulmeyer)
- 2012 „Le Bal“ (Jojo Wolff)
- 2012 „Le Bal“ (Max Zimmermann)
- 2014 „La Metta Notte“ (Max Zimmermann)
- 2015 „Was denkt mein Pferd, wenn es Hafer frisst“ (Theo Kerp)
- 2015 „Closer“ (Max Zimmermann)
- 2015 „Der vergessene Garten“ (Astrid und Herbert Rosner)
- 2015 „Nochmal das Meer“ oder „Blau ist eine schöne Farbe“(Heribert Schulmeyer)
- 2016 „Der Mann im Mond“ oder „Schacka Bum, Schacka Bum Bum“ (Heribert Schulmeyer mit Barbara Räderscheidt)
- 2017 „Das blaue Haus“ oder „Seltsame Dinge bei Herrn und Frau Nickolson“ (Heribert Schulmeyer)
- 2018 „Die Dinge werden komplizierter“ (Barbara Räderscheidt)
- 2018 „Drei Federn“ (Heribert Schulmeyer)
- 2018 „Amor und Mars“ (Astrid und Herbert Rosner)